# محمد اليحيائي
محمد اليحيائي، صحافي وكاتب ومنتج أفلام وثائقية عماني، يعمل بقناة الحرة منذ 2004. حصل الكاتب على درجة الماجستير في العولمة والاتصالات من جامعة ليستر في المملكة المتحدة عام 2002، وعلى زمالة «ريجان فاسيل» للديموقراطية من المؤسسة الوطنية للديموقراطية في العاصمة واشنطن عام 2004 أصدر محمد ثلاث مجموعات قصصية «خرزة المشي» و «يوم نفضت خزينة الغبار عن منامتها» و«طيور بيضاء، طيور سوداء».

## السيرة الذاتية
ولد الصحافي والكاتب ومنتج الأفلام الوثائقية محمد اليحيائي في عمان، ويعمل بقناة "الحرة" منذ 2004. هو منتج ومقدم برنامج "عين على الديموقراطية"، وحصل الكاتب على درجة الماجستير في العولمة والاتصالات من جامعة ليستر في المملكة المتحدة عام 2002، وعلى زمالة "ريجان فاسيل" للديموقراطية من المؤسسة الوطنية للديموقراطية في العاصمة واشنطن عام 2004. أصدر محمد ثلاث مجموعات قصصية "خرزة المشي" و "يوم نفضت خزينة الغبار عن منامتها" و"طيور بيضاء، طيور سوداء". يهتم محمد اليحيائي بقضايا الديموقراطية، الحريات، الإعلام الجديد والتصوير الفوتوغرافي، وقد غطى أبرز الأحداث الدولية والعربية على مدى الـ28 سنة الماضية كما أجرى مقابلات صحافية مع عدد من  الشخصيات العالمية والعربية البارزة. يعمل في الصحافة المكتوبة والتلفزيونية منذ ثلاثين عاما. عاش وعمل لأكثر من 12 عامًا في الولايات المتحدة الأميركية، ومستقر حاليًا في العاصمة العمانية مسقط. ترأس القسم الثقافي في صحيفة "عُمان"، وأشرف على تحرير ملحقها الثقافي لأكثر من عشر سنوات "1988-1999". شارك في إطلاق وإدارة العديد من المبادرات والفعاليات الثقافية في سلطنة عمان كندوة أسئلة النص القصصي العماني عام 1989، ومهرجان مسقط للشعر العربي، وكان رئيسًا للجنة المنظمة للمهرجان في دوراته الثلاث 1996,1997,1999. شارك في تأسيس أسرة كتاب القصة في النادي الثقافي آواخر ثمانيات القرن الماضي، وشارك في تأسيس مجلة "نزوى الفصلية الثقافية" عام 1994. كان عضوًا بمجلس إدارة النادي الثقافي العماني "1995-1999". أنتج وقدم برامج تلفزيونية في تلفزيوني “سلطنة عمان” و”قناة الحرة” الأميركية. ينشر مقالات وتحليلات في الأدب والنقد والسياسة. أنتج أربعة أفلام وثائقية: "كونونوغو: لاجئون في مخيم المنفى" عام 2009، و"الطريق: من التشدد إلى الاعتدال" عام 2010، و"تونس: ثورة الكرامة" عام 2011، و"تونس: جمهورية الفيسبوك" عام 2011. أختير فيلم "كونوغو" ضمن القائمة النهائية لمهرجان الإفلام التلفزيونية في لندن عام 2010. ترجمت نصوص له إلى الإنجليزية، والسويدية، والألمانية، والإسبانية.

## أعمال الكاتب[5]
- طيور سوداء – طيور بيضاء، 2007.
- يوم نفضت خزينة الغبار عن منامتها، 1998.
- خرزة المشي، 1995.
- نزهة مارشال، 2019.[4]
- البيت والنافذة، 2018.[6]